# Enluminure copte
L'Enluminure copte désigne la décoration des manuscrits au sein des populations chrétiennes d'Égypte depuis la fin de l'Antiquité jusqu'à l'époque islamique. Ces manuscrits sont aussi bien écrits en Copte dans les temps anciens, qu'en Arabe à partir de la période islamique. Elle mélange les influences tout d'abord antiques, puis byzantines et arabes.

## Les premiers codex

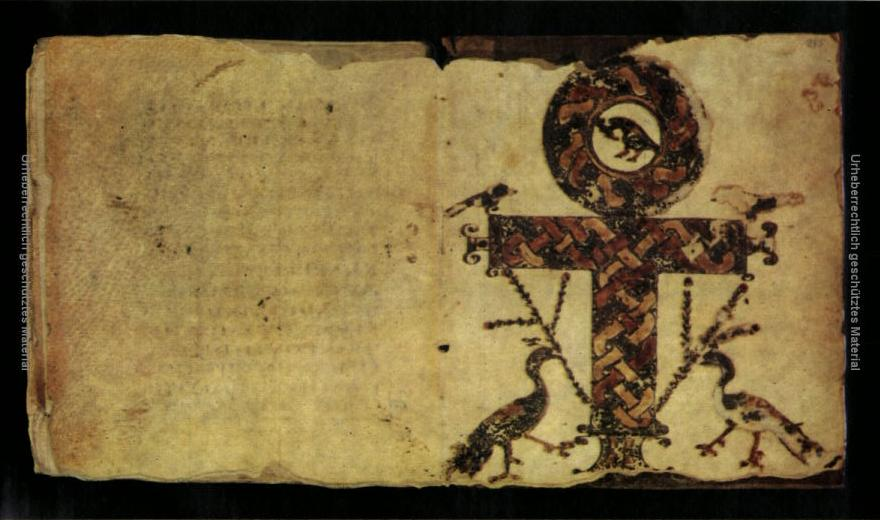
Croix ansée du Codex Glazier.

Au cours des premiers temps chrétiens, les volumens sont progressivement remplacés par des codices qui deviennent rapidement la règle en matière de livre copte. Les premiers ouvrages sont ainsi encore fabriqués avec des feuilles de papyrus reliés puis des feuilles de parchemin. Les livres sont encore écrits avec des caractères très proche des caractères grecs utilisés par ailleurs à cette époque. Les plus célèbres et les mieux conservés de cette période étant ceux de la collection Nag Hammadi. Cependant, les manuscrits sont très rarement décorés. Le Codex Glazier, conservé à la Pierpont Morgan Library reste ainsi exceptionnel avec sa croix ansée ou Ânkh représentée à la fin du manuscrit. Dans les périodes suivantes, cette décoration est reprise de manière plus systématique, mais plutôt en début de manuscrit.

## La période islamique

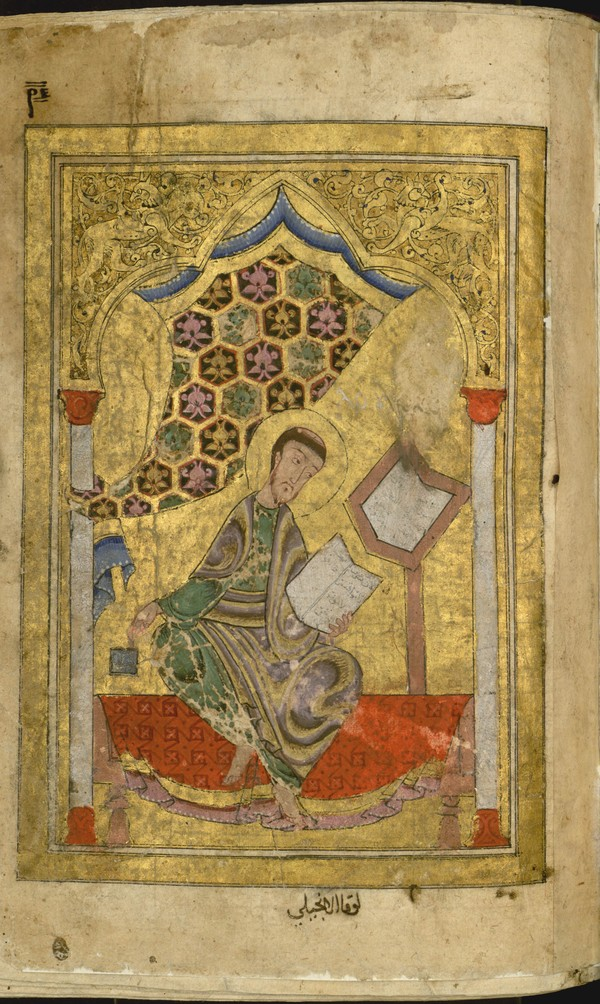
Portrait de saint Luc, évangéliaire copte-arabe de l'Institut catholique de Paris.

À partir des Xe et XIe siècles, l'ornementation des manuscrits commence à se généraliser : des rinceaux décorent les marges, des lettrines entament les débuts des textes et des culs de lampe à la fin. Un grand nombre de manuscrits sont produits au Fayoum, où les scribes placent au début de chaque manuscrit une grande croix puis une illustration en pleine page représentant des archanges, des saints, la Vierge dans la tradition de l'art copte.
L'apogée de l'enluminure copte est atteinte au cours des XIIe et XIIIe siècles. Prenant place le plus souvent dans des évangéliaires, il s'agit de portraits d'évangélistes en pleine page ou bien de petites scènes insérées dans le texte ou regroupées sur plusieurs pages. Plusieurs chefs-d'œuvre sont produits à cette époque comme l'évangéliaire de la British Library (Oriental 1316), le Tétraévangéliaire bohaïrique Copte 13 de la Bibliothèque nationale de France ou l'évangéliaire copte-arabe de l'Institut catholique de Paris (daté de 1250). Un petit nombre de manuscrits cependant sont conservés de cette période, à peine 35 manuscrits illustrés d'avant le XVIe siècle étant recensés dans des collections publiques. Cette tradition de livres enluminés se perpétue au moins jusqu'au XIXe siècle. Une autre tendance dans la décoration des livres est nettement plus influencée par l'art islamique, avec des enluminures totalement abstraites, se limitant le plus souvent aux pages d'ouvertures et aux en-têtes de chapitre.